# Miranda Kerr

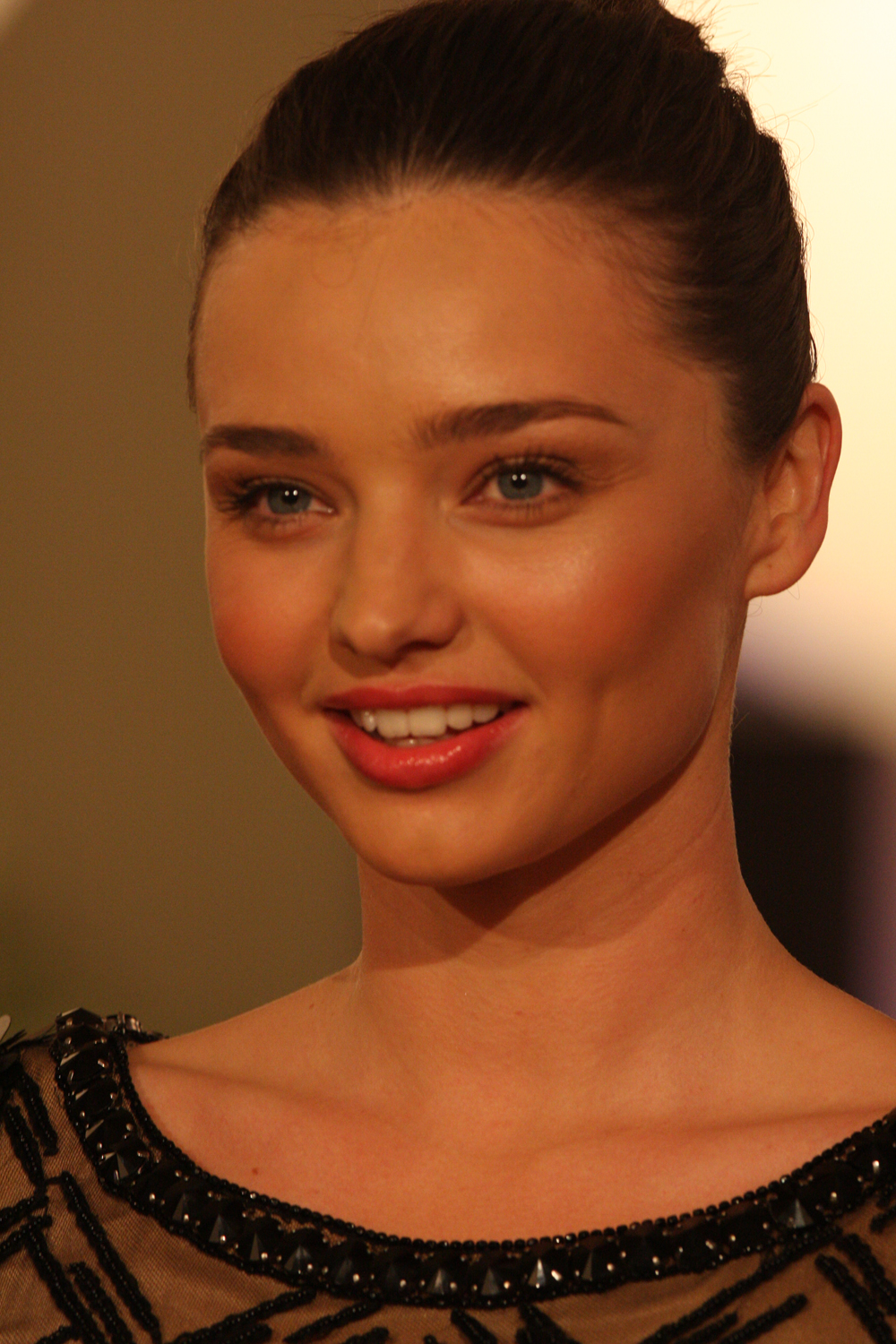
Miranda Kerr im Februar 2012

Miranda May Kerr (* 20. April 1983 in Sydney, New South Wales) ist ein australisches Model. Bekannt wurde sie als Model für die Modemarke Victoria’s Secret.

## Biografie
Miranda Kerr ist das älteste Kind von Therese und John Kerr und hat einen Bruder namens Matthew. Sie wuchs in Gunnedah, einer Kleinstadt in New South Wales, auf. Nachdem sie mit 13 Jahren einen Modelwettbewerb gewonnen hatte, fing sie 1997 an zu modeln. Kerr ging in Brisbane auf die katholische Mädchen-High-School All Hallows.
Im Jahr 2004 startete Kerr ihre Karriere mit einer Werbekampagne des Fotografen Erick Seban-Meyer für Ober Jeans Paris.
In den Modemagazinen Vogue und Elle wurden Bilder von ihr gezeigt. Im Jahr 2006 debütierte sie unter anderen mit Jessica Stam bei der Victoria’s Secret Fashion Show. Nachdem Gisele Bündchens Vertrag von Victoria’s Secret nicht verlängert worden war, erhielt Kerr deren Platz als neuer „Engel“. Sie ist bei der Modelagentur IMG unter Vertrag. Von 2008 bis 2013 war sie außerdem Markenbotschafterin der Kaufhauskette David Jones. Kerr lief auf den Shows von Chanel, Balenciaga, Stella McCartney, Viktor & Rolf, Loewe, Dior, John Galliano, MiuMiu, Sonia Rykiel, Vionet und Michael Kors. Sie zierte bisher die Cover und Editorials von Vogue, Elle, Harper’s Bazaar, Marie Claire, GQ, i-D Magazine, Numéro, V Magazine, W Magazine, Love Magazine, Allure. GHD, The Edit, Rolling Stone, Esquire, Purple Fashion Magazine, Madison Magazine, Jalouse Magazine, Russh Magazine, Lucky Magazine und Glamour. Kerr schoss Kampagnen für Clinique, XOXO, Prada, Jil Sander, Rag & Bone, Bally, Mango, und Orchily. Sie ist Markenbotschafterin des Duftes Joyful von Escada.
Im Juni 2009 posierte sie nackt an einen Baum gefesselt für die australische Ausgabe des Magazins Rolling Stone, um auf das drohende Aussterben der Koalas aufmerksam zu machen. Noch im gleichen Jahr startete sie ihre eigene Marke KORA Organics.
Der Fotograf Terry Richardson lichtete Kerr für den Pirelli-Kalender 2010 ab. Im September veröffentlichte sie ihr Selbsthilfebuch Treasure Yourself, mit dem Ziel, jungen Menschen Selbstvertrauen zu geben. Das Buch wurde später noch in neun weitere Sprachen übersetzt.

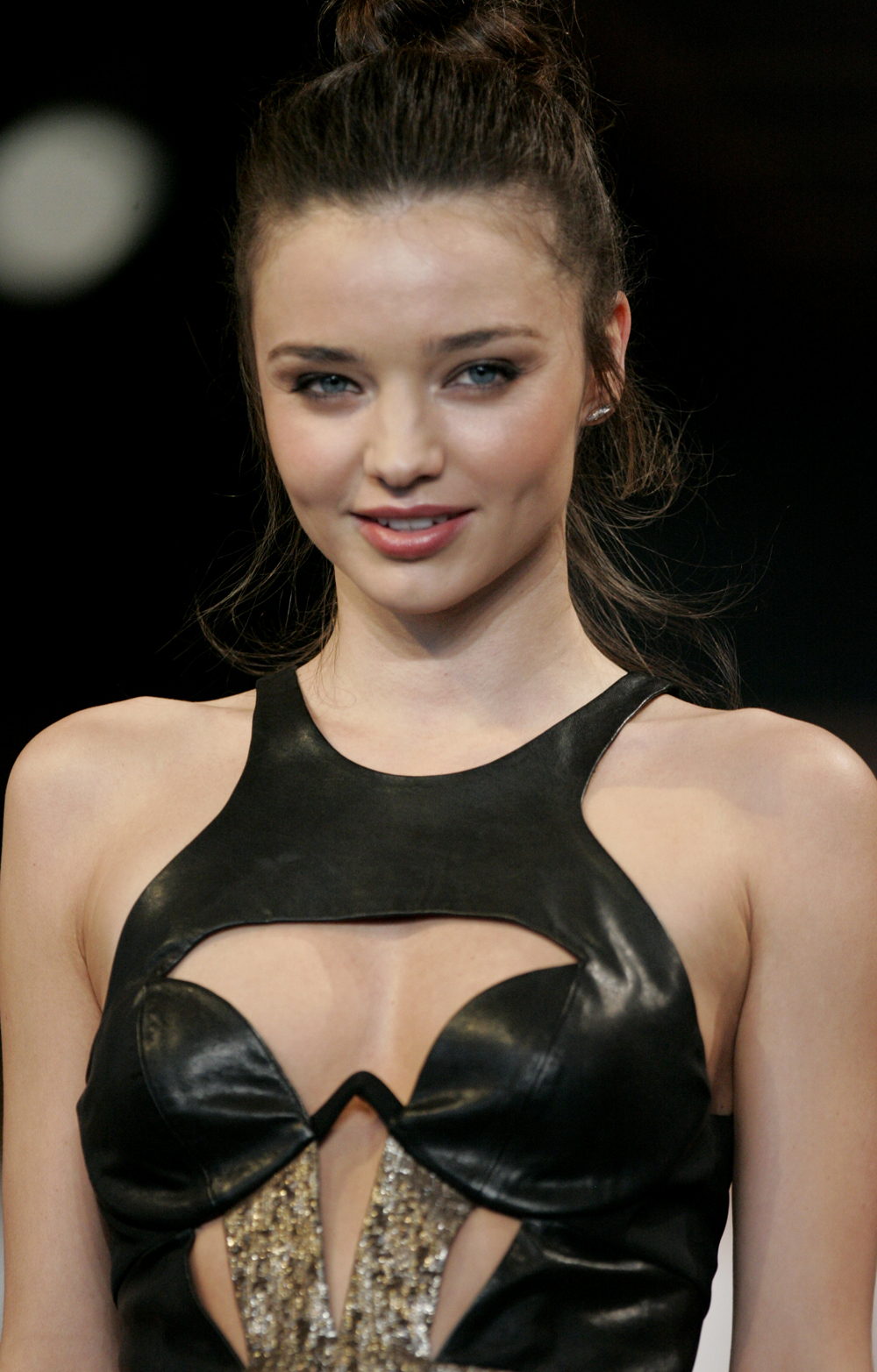
Miranda Kerr im Februar 2013

Im Frühjahr 2013 wurden ihre Verträge bei David Jones und Victoria’s Secret nicht verlängert, da Kerr sich wegen ihres Privatlebens nicht mehr an einen Vollzeit-Vertrag binden wollte. Seit Oktober 2013 ist sie das neue Gesicht von Swarovski.
Im Februar 2014 wurde sie zum Gesicht von H&M und ersetzte damit Gisele Bündchen. Außerdem warb sie im gleichen Jahr für Reebok und Escada Joyful. Sie veröffentlichte mit Bobby Fox ihre erste Single in Form eines Covers von Elvis Presleys You're The Boss. Später arbeitete sie mit der Firma Royal Albert zusammen und kreierte ihre eigene Teetassen-Kollektion. Sie spielte 2007 für 4 Sekunden in einer Folge von How I Met Your Mother mit (S3E10).

## Privatleben
Kerr praktiziert Yoga und Meditation, außerdem liest sie spirituelle Lektüre.
Ab 2007 war Miranda Kerr mit dem englischen Schauspieler Orlando Bloom liiert und seit dem 22. Juli 2010 mit ihm verheiratet. Im Januar 2011 wurde Kerrs und Blooms gemeinsamer Sohn Flynn Christopher Bloom geboren. Im Jahr 2013 trennte sich das Ehepaar.
Seit Mai 2017 ist sie mit dem Gründer von Snapchat Evan Spiegel verheiratet. Das Paar hat drei gemeinsame Kinder.